# Фрай Отто

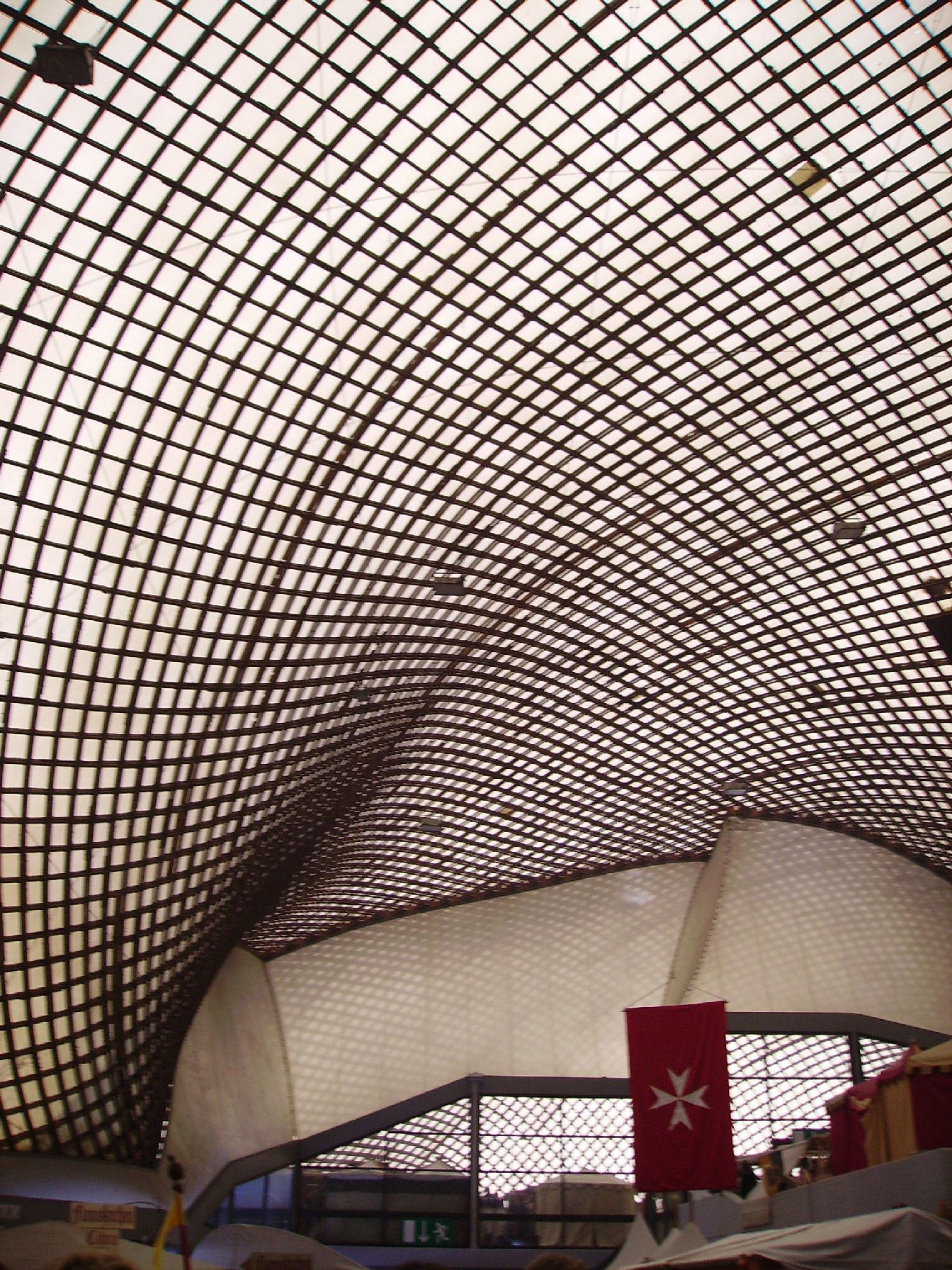
Багатофункціональне приміщення «Мультигалле» в Мангаймі

Фрай Пауль Отто (нім. Frei Paul Otto; 31 травня 1925 — 9 березня 2015) — німецький архітектор.
Здобув світове визнання як творець тентових та мембранних конструкцій, які застосовував у своїх спорудах.

## Біографія
Фрай Пауль Отто народився 31 травня 1925 року в місті Зігмар, нині район Хемніца, Німеччина. Незвичне ім'я Фрай (досл: вільний) обрала для нього мати, оскільки це слово було її життєвим девізом. Батьки Фрая Отто були членами промислової спілки «Німецький веркбунд». Спершу Фрай Отто хотів стати скульптором, як його батько. У торговій школі (Handelsschule) Фрай завдяки своєму вчителю познайомився з планеризмом та авіамоделюванням. Він успішно здав іспит на право літати на планері. Готуючись до цього іспиту Фрай Отто багато вивчив про легкі конструкції та мембрани, напнуті на рамах — у пізніші роки це знання, з часом значно поглиблене, він використовував в своїх архітектурних проєктах.
Вивчав архітектуру в Берлінському технічному університеті. В кінці Другої світової війни воював як льотчик-винищувач.
У Нюрнбергу він потрапив у полон. Був інтернований у французький табір для військовополонених в місті Шартр. Під час перебування в таборі Фрай Отто мав нагоду щодня милуватися легкими конструкціями готичного Шартрського собору, архітектура якого, безперечно, вплинула на наступні проєкти Фрая Отто. Під час будівництва цього табору йому вдалося проявити себе в ролі інженера-конструктора, Фрай Отто запропонував кілька проєктів будівель з полегшених конструкцій, які були реалізовані (зокрема — намети для укриття).
1948 року Фрай Отто продовжив навчання в Берлінському технічному університеті. 1950 року він одержав факультетську стипендію й цілий навчальний рік мав можливість стажуватися в США, де зустрічався з такими архітекторами, як Еріх Мендельсон, Людвіг Міс ван дер Рое, Ріхард Нойтра та Френк Ллойд Райт. З Людвігом Місом ван дер Рое в нього зав'язалися дружні стосунки.
1952 року Фрай Отто почав свою архітектурну діяльність із заснування власного архітектурного бюро в Целендорфі (Берлін). 1954 року він опублікував свою докторську дисертацію під назвою «Підвісний дах» (Das hängende Dach).
1964 року Отто заснував Інститут легких конструкцій Штутгартського університету та очолював його як на посаді професора аж до виходу на пенсію. На пенсії продовжив активну роботу як архітектор та інженер-консультант.
Помер 9 березня 2015 року.

## Вибрані проєкти
- 1955: Музичний павільйон у формі чотирикутного вітрила на Федеральній садовій виставці в Касселі.
- 1957: Павільйон Танцбруннен, Рейнський парк у Кельні.
- 1963: Церква Святого Луки в районі Гролланд міста Бремена — разом з Карстеном Шреком.
- 1967: Павільйон Західної Німеччини на Експо-67 у Монреалі (демонтовано).
- 1968: Рухомий дах над руїнами монастиря в Бад-Герсфельді.
- 1971: Церква Бонгеффера в районі Гухтінг міста Бремена — разом з Карстеном Шреком.
- 1972: Дах Олімпійського стадіону у Мюнхені.
- 1974: Конференццентр у місті Мекка — разом з Рольфом Гутбродом.
- 1975: «Мультигалле» в Маннгаймі.
- 1980: Вольєр на 5000 м² в зоопарку Геллабрун (Мюнхен).
- 1985: Будівля «Tuwaiq Palace» в Ер-Ріяді (Саудівська Аравія) — спільно з бюро Гапполда.
- 1988: Виробничий павільйон для меблевої фірми Вілкган в місті Бад-Мюндер-ам-Дайстер[4]
- 2000: Дах японського павільйону на Expo 2000 у Ганновері.
- 2000: Співробітництво у проєкті нового залізничного вокзалу Штуттгарт 21.
- 2000: «Круглі намети» в Леонберзі (багатошарові мембранні конструкції)
- 2004: Проєкт «парасольок» для Замкової площі в Штуттгарті.

## Визнання
- 1967 — Берлінська мистецка премія в галузі архітектури.
- 1974 — Медаль Томаса Джефферсона в галузі архітектури.
- 1980 та 1998 — премія Ага-хана в архітектурі.
- 1982 — Велика премія Спілки німецьких архітекторів[5].
- 1990 — Премія Хонда
- 1996 — Премія Вольфа в галузі архітектури.
- 2000 — Спеціальна премія VII Міжнародного бієннале архітектури за життєвий доробок.
- 2005 — Золота медаль Королівського Інституту Британських Архітекторів.
- 2006 — Орден «За заслуги перед Федеративною Республікою Німеччина».
- 2006 — Praemium Imperiale («Світова культурна премія пам'яті його імператорської величності принца Такамацу»).
- 2013 — Архітектурна премія Ніке.
- 2015 — Прітцкерівська премія.

## Галерея

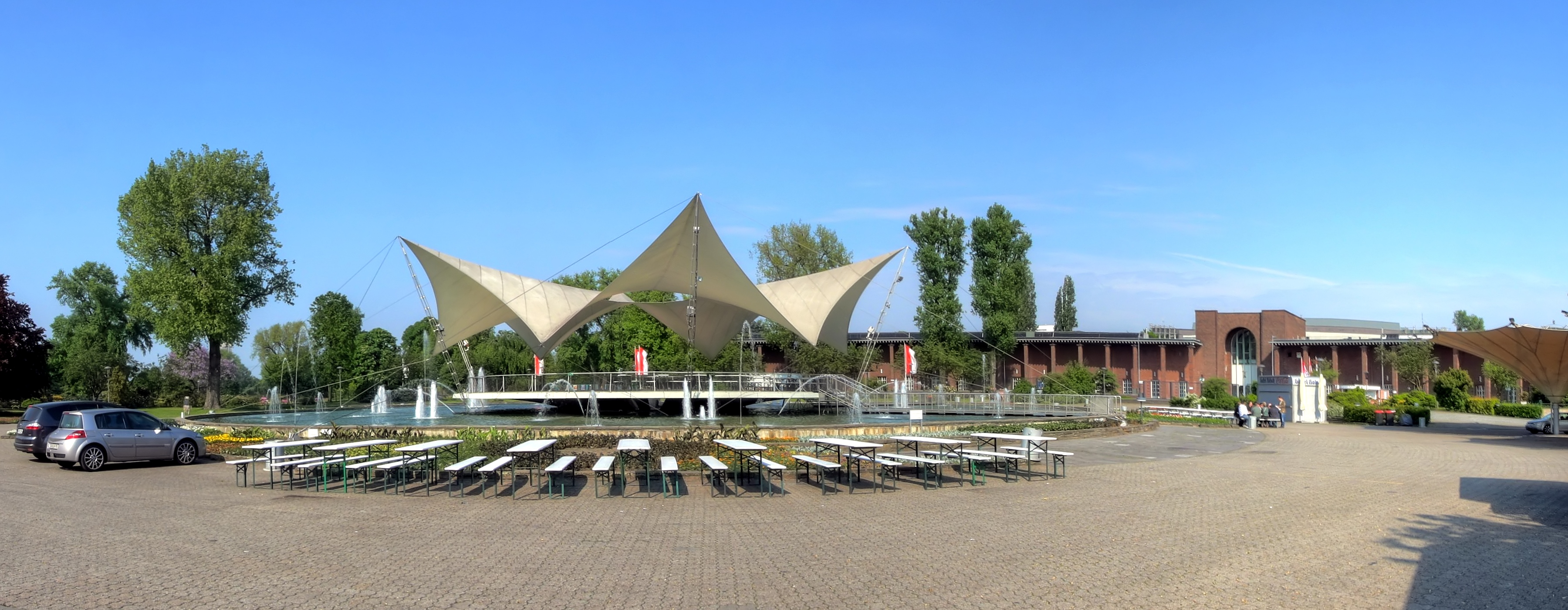
Павільйон Танцбруннен, Рейнський парк у Кельні. (1957)
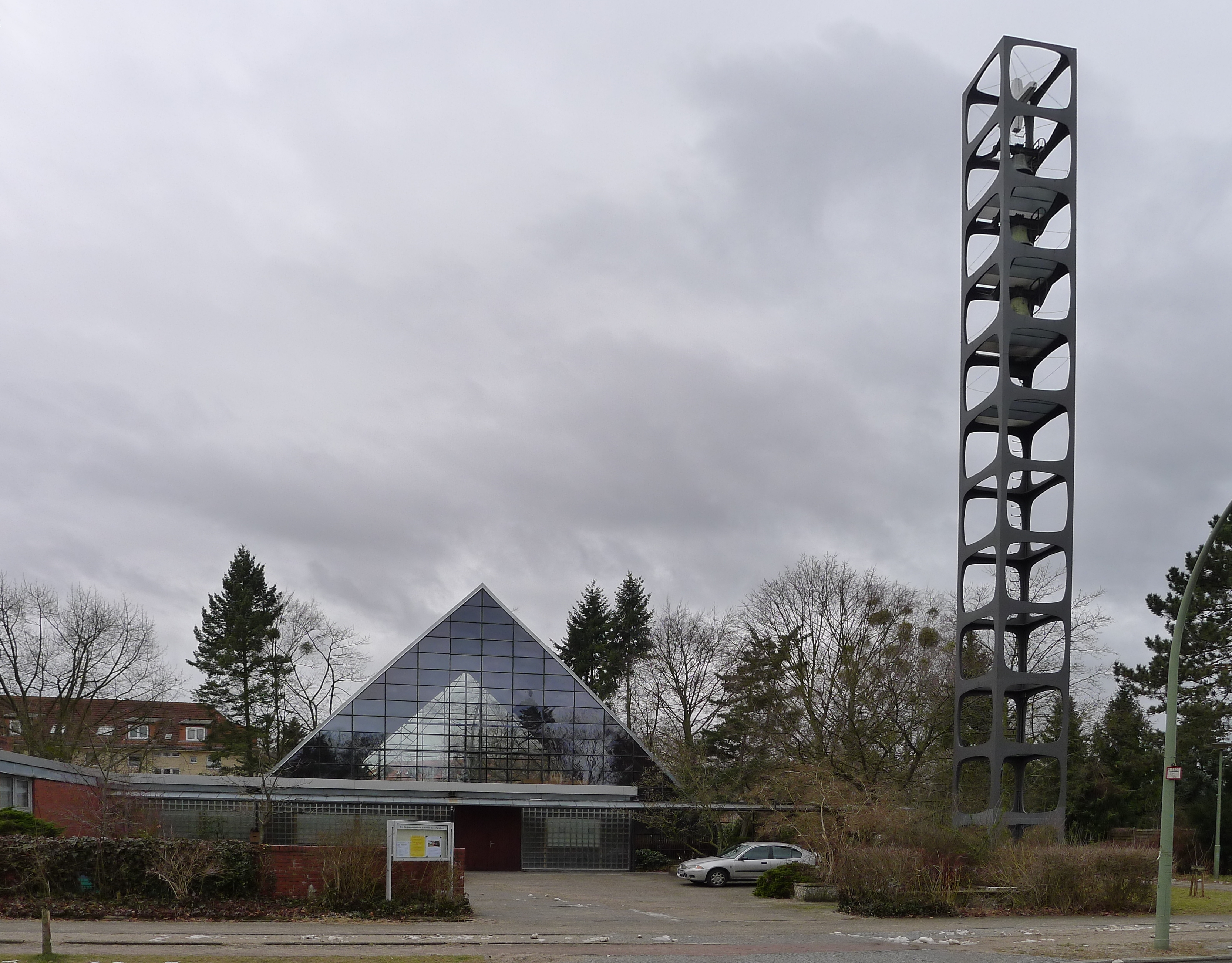
Дзвіниця церкви Шенев, Берлін-Целендорф (1960)
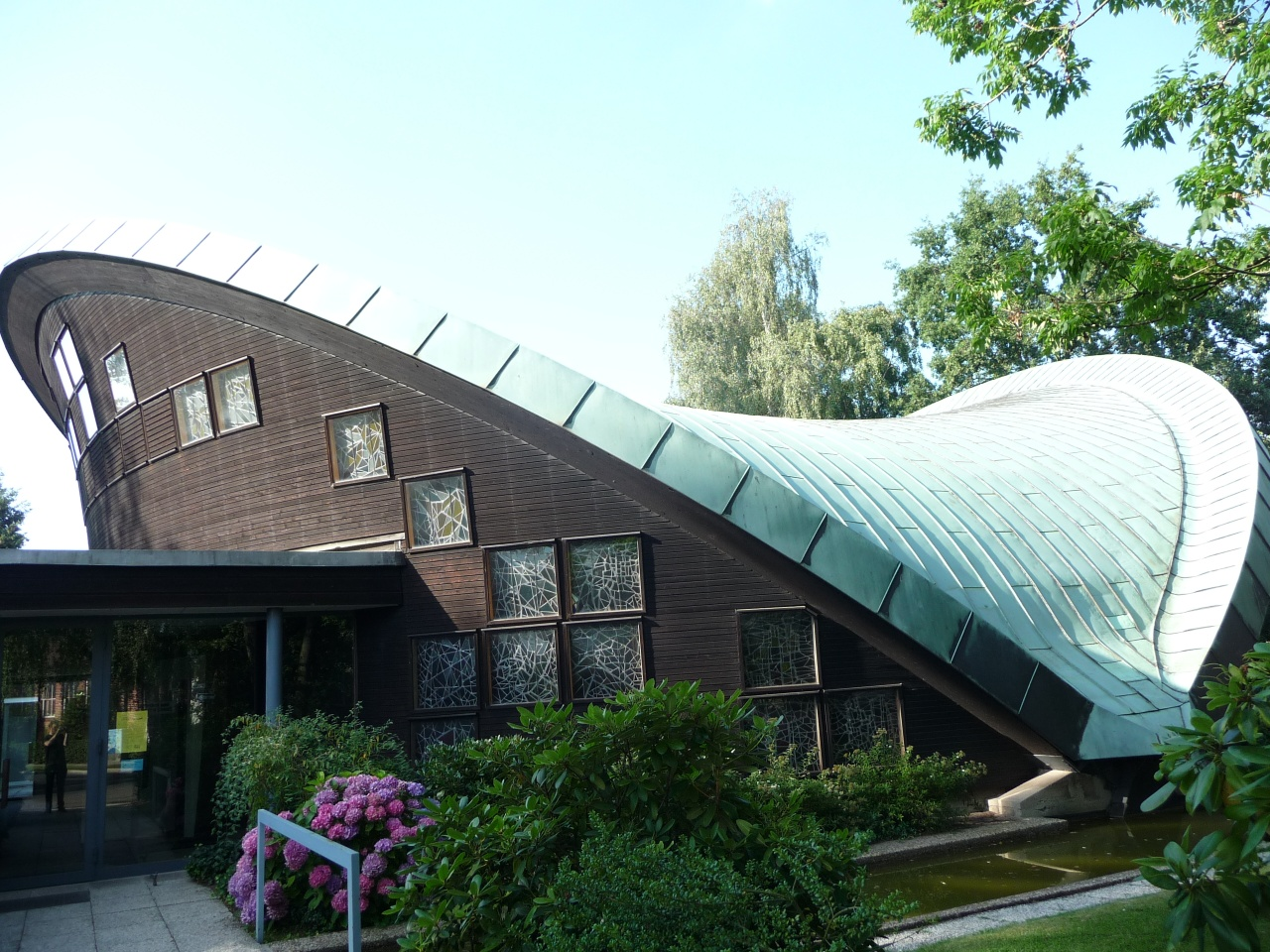
Церква Святого Луки в районі Гролланд міста Бремена — разом з Карстеном Шреком (1963/64)
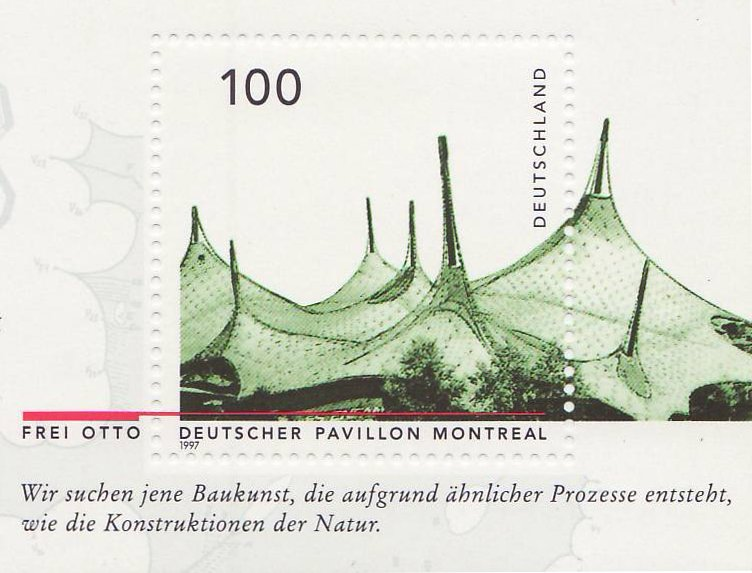
Павільйон Західної Німеччини на Експо-67 у Монреалі (демонтовано) (1967)
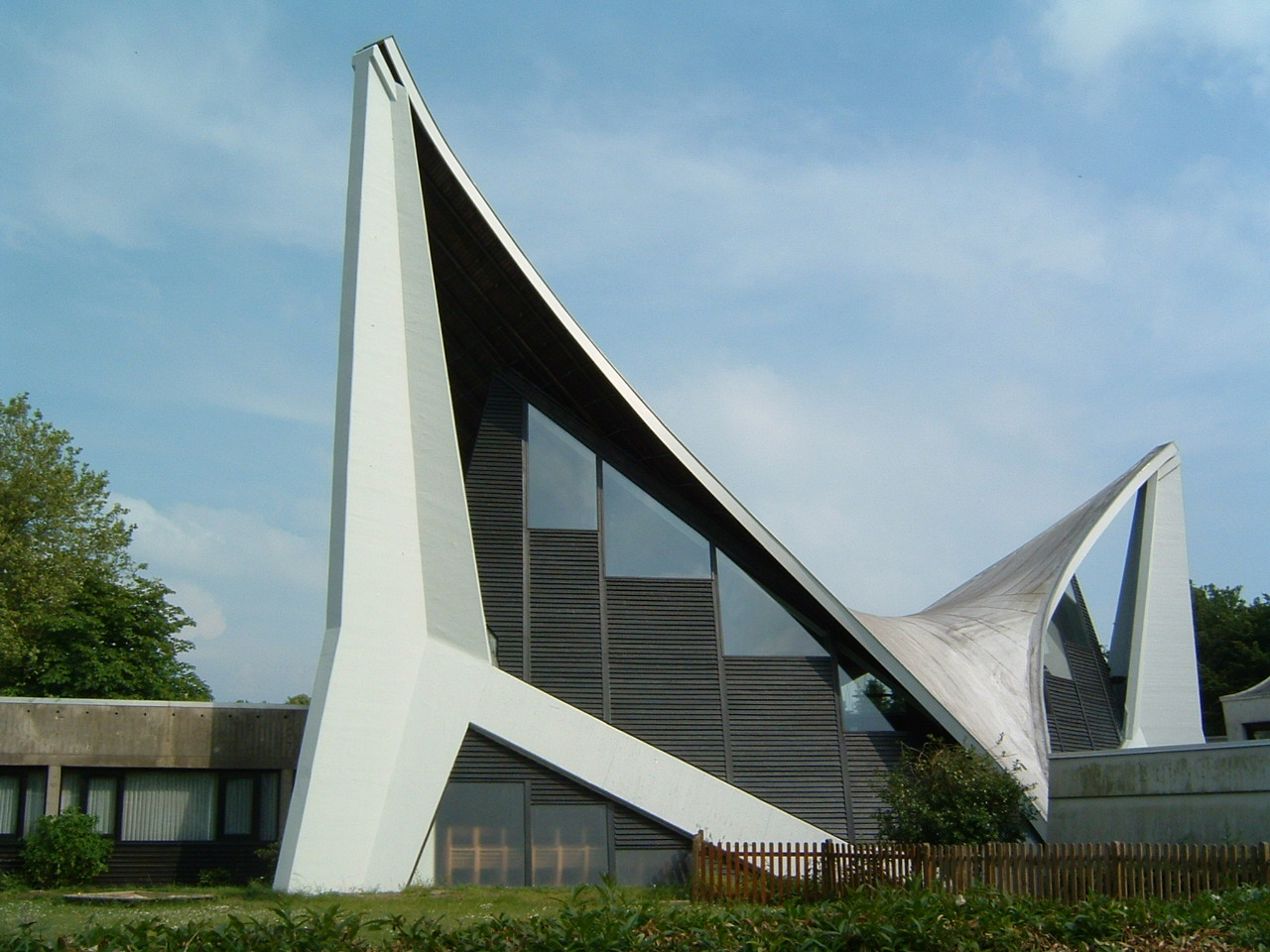
Церква Бонгеффера в районі Гухтінг міста Бремена — разом з Карстеном Шреком (1971)
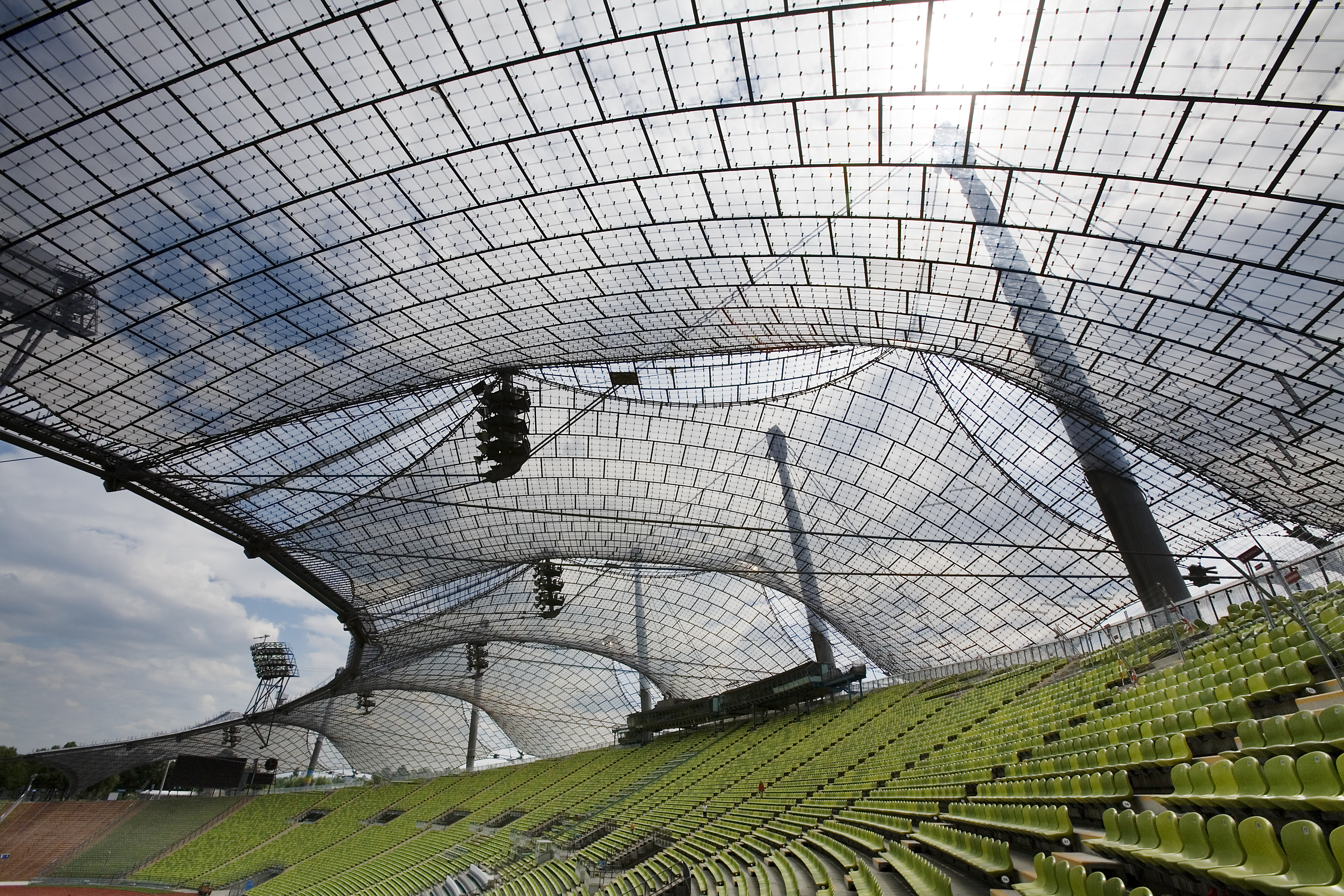
Дах Олімпійського стадіону у Мюнхені (1972)